# دلوز (کالیفرنیا)
دلوز (به انگلیسی: De Luz) یک منطقهٔ مسکونی در ایالات متحده آمریکا است که در شهرستان سن دیگو، کالیفرنیا واقع شده‌است. دلوز ۱۱۰٫۹۵ متر بالاتر از سطح دریا واقع شده‌است.